# Hippopsicon macrophthalmum
Hippopsicon macrophthalmum är en skalbaggsart som beskrevs av Stefan von Breuning 1978. Hippopsicon macrophthalmum ingår i släktet Hippopsicon och familjen långhorningar. Inga underarter finns listade i Catalogue of Life.